# Manambougou
Manambougou és un barri de Bamako (Mali) a la riba dreta del riu Níger. Antigament fou una població separada, a pocs quilòmetres de Bamako.
A principis de 1884 una barca de ferro de 18 metres (i quasi 4 d'ample) fou enviada des de França per recórrer el riu Níger amb un cost de 67.000 francs més 116.000 francs de transport (4 mesos) havent de ser muntada peça a peça a Bamako. El maig fou posada a les aigües i va navegar fins a Manambougou (a uns 4 km), però calia esperar el temps de pluges que van arribar el setembre. El vaixell era de vapor i la manca d'aquest material (portar-lo valia uns 8000 francs la tona i quatre mesos) feia que s'hagués d'emprar fusta que s'havia de tallar. Tampoc tenia protecció contra el sol ni lloc pels queviures; i a més només avançava a cinc nusos per hora, la mateixa velocitat del corrent. A Koulikoro (a 50 km de Bamako) es van aturar les proves sense poder retornar a causa de la barrera que oferia ara Sotuba, va establir un embarcador a Koulikoro esperant la pujada de les aigües i allí va establir una petita posició al turó de Soumangourou que dominava la vila.
A Manambougou els francesos van establir les drassanes pels vaixells del riu. En el govern de Joseph Gallieni, aquest va ordenar al tinent Caron d'estar llest per anar en vaixell pel riu fins a Tombuctú. Caron era a la drassana de Manambougou, on havia preparat una segona canonera amb material local, que fou batejada com "Le Mage" de 25 metres i 1000 tones de capacitat; però quan va rebre l'ordre del comandant superior el juny de 1887, com que el motor de vapor havia de venir de França i no arribava a temps, va decidir prescindir d'aquest vaixell i anar amb la canonera més un vaixell de càrrega. Al passar per Bamako s'hi van unir el doctor Jouenne i el sotstinent Lefort. Va sortir de Bamako l'1 de juliol de 1887. No van poder arribar a Tombuctú i finalment van poder desembarcar a Manambougou el 6 d'octubre de 1887.